# Bruno Pellizzari
Bruno Pellizzari (født 5. november 1907 i Milano, død 22. december 1991 smst.) var en italiensk cykelrytter, som deltog i de olympiske lege 1932 i Los Angeles. 
I 1929 hentede Pellizzari sit første store internationale resultat, da han vandt DBC's amatørgrandprix i Ordrup i sprint. Året efter vandt han VM-bronze i samme disciplin, og i 1931 blev han nummer tre ved DBC's grandprix. Samme år vandt han det italienske amatørmesterskab i sprint, hvilket han gentog i OL-året 1932.
Han var derfor oplagt som Italiens deltager i sprint ved OL 1932. Her blev han nummer to i sit indledende heat, hvorpå han vandt sin kvartfinale mod en britisk rytter. I semifinalen måtte han se sig slået af Jacobus van Egmond fra Nederlandene, der senere vandt guldet i finalen mod Louis Chaillot fra Frankrig. Pellizzari vandt bronze, efter at den anden taber fra semifinalerne, Dunc Gray fra Australien, valgte ikke at stille op.
Efter OL blev Pellizzari professionel og vandt det italienske mesterskab i sprint i 1934 og 1935. Efter anden verdenskrig blev han træner.